# Kaduna (Bundesstaat)

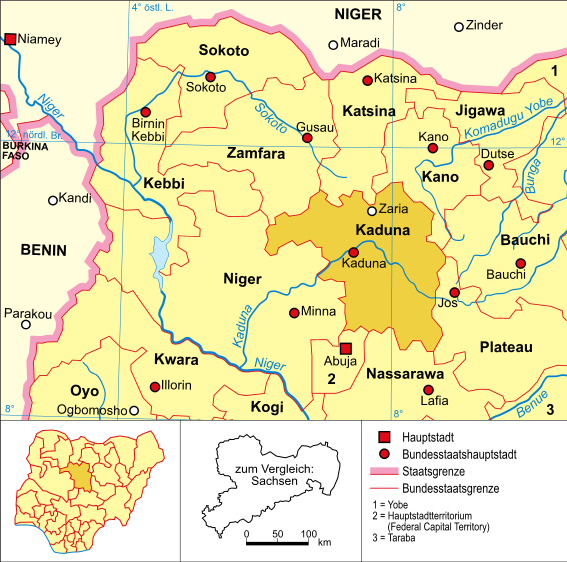
Lage von Kaduna in Nigeria

Kaduna ist ein Bundesstaat des westafrikanischen Landes Nigeria mit der gleichnamigen Hauptstadt Kaduna, die mit 1.582.211 Einwohnern (2005) auch die größte Stadt des Bundesstaates ist.

## Geografie
Der Bundesstaat liegt in der nördlichen Mitte des Landes und grenzt im Norden an den Bundesstaat Katsina, im Nordwesten an den Bundesstaat Zamfara, im Nordosten an den Bundesstaat Kano, im Südwesten an das Federal Capital Territory, im Südosten an den Bundesstaat Nassarawa, im Westen an den Bundesstaat Niger und im Osten an die Bundesstaaten Bauchi und Plateau. Der Kamuku-Nationalpark liegt im Nordwesten des Bundesstaates. Der Mariga bildet in seinem Oberlauf die Grenze zwischen Kaduna und Zamfara.

## Bevölkerung
Der Bundesstaat Kaduna ist hauptsächlich von den ethnischen Gemeinschaften der Haussa, der Gbagyi, der Adara, der Ham, der Atyap, der Bajju sowie der Agworok bevölkert. Die Religion mit dem größten Bevölkerungsanteil ist der Islam sunnitischer Richtung. Im Bundesstaat gilt daher seit der Jahrtausendwende die Scharia – das islamische Recht. Diese Regelung gilt nur für Gebiete mit mehrheitlich muslimischer Bevölkerung (Siehe Scharia-Konflikt in Nigeria).

### Bevölkerungsentwicklung
| Jahr         | Einwohnerzahl |
| ------------ | ------------- |
| Zensus 1991  | 3.935.618     |
| Zensus 2006  | 6.113.503     |
| Schätz. 2016 | 8.252.400     |

## Geschichte
Der Bundesstaat wurde am 27. Mai 1967 unter dem Namen „North Central“ gebildet. Am 3. Februar 1976 ist er in Kaduna umbenannt worden. Erster Gouverneur war zwischen 28. Mai 1967 und Juli 1975 Abba Kyari. Gegenwärtiger Gouverneur ist seit dem 29. Mai 2015 Nasir Ahmad el-Rufai.

## Gouverneure und Administratoren
- Abba Kyari (Gouverneur 1968–1975)
- Usman Jibrin (Gouverneur 1975–1977)
- Muktar Muhammed (Gouverneur 1977–1978)
- Ibrahim Alfa (Gouverneur 1978–1979)
- Balarabe Musa (Gouverneur 1979–1981)
- Abba Musa Rimi (Gouverneur 1981–1983)
- Lawal Kaita (Gouverneur 1983)
- Usman Muazu (Gouverneur 1984–1985)
- Abubakar Umar (Gouverneur 1985–1988)
- Abdullahi Sarki Mukhtar (Gouverneur 1988–1990)
- Tanko Ayuba (Gouverneur 1990–1992)
- Mohammed Lere (Gouverneur 1992–1993)
- Lawal Jafaru Isa (Administrator 1993–1996)
- Hammed Ali (Administrator 1996–1998)
- Umar Farouk Ahmed (Administrator 1998–1999)
- Ahmed Makarfi (Gouverneur 1999–2007)
- Mohammed Namadi Sambo (Gouverneur 2007–2010)
- Patrick Ibrahim Yakowa (Gouverneur 2010–2012)
- Mukhtar Ramalan Yero (Gouverneur 2012–2015)
- Nasiru Ahmed El-Rufai (Gouverneur 2015–2023)
- Uba Sani (Gouverneur 2023–…)

## Verwaltung
Der Staat gliedert sich in 23 Local Government Areas. Diese sind: Birnin-Gwari, Chikun, Giwa, Igabi, Ikara, Jaba, Jema'a, Kachia, Kaduna North, Kaduna South, Kagarko, Kajuru, Kaura, Kauru, Kubau, Kudan, Lere, Makarfi, Sabon-Gari, Sanga, Soba, Zangon-Kataf und Zarki.

## Wirtschaft
Die Landwirtschaft ist der Hauptwirtschaftszweig im Bundesstaat Kaduna. Etwa 80 Prozent der Menschen sind in ihr beschäftigt. Es werden Yams, Baumwolle, Erdnüsse, Tabak, Bohnen, Hirse, Ingwer, Reis und Maniok angebaut. Über 180.000 Tonnen Erdnüsse werden pro Jahr geerntet. Die wichtigste Einnahmequelle ist Baumwolle, wo Kaduna der führende Produzent in Nigeria ist.
Bedeutend ist auch die Viehzucht. Dazu gehören die Haltung von Geflügel, Schafen, Ziegen und Schweinen. Ein weiterer Wirtschaftszweig ist der Bergbau. Es werden Lehm, Serpentin, Asbest, Amethyst, Kyanit, Gold und Sillimanit gefördert.